# Sven Brolin (politiker)
Sven Brolin (i riksdagen kallad Brolin i Istrum), född 13 september 1814 i Skövde landsförsamling, Skaraborgs län, död 8 oktober 1902 i Skara stadsförsamling, Skaraborgs län, var en svensk lantbrukare och politiker.
Brolin var ledamot av riksdagens andra kammare 1870–1873, invald i Skånings, Vilske och Valle domsagas valkrets i Skaraborgs län.